# Canon PowerShot G11
Pour les articles homonymes, voir G11.
G10 G12
Le PowerShot G11 est un appareil photographique numérique compact fabriqué par Canon.
Sorti en octobre 2009, il est doté d'un écran articulé de 2,8 pouces, et son objectif grand angle équivalent 28-140 mm permet la prise de vue macro jusqu'à 1 cm de l'objectif. Par rapport à son prédécesseur, le G10, il a un écran LCD plus petit mais articulé ainsi qu'un capteur CCD de plus faible définition privilégiant les performances en basse lumière.
Les images peuvent être enregistrées en mode JPEG ou RAW, et le G11 permet la prise de vidéo en mode VGA (640 x 480) avec son mono.